# Andrena sagittaria
Andrena sagittaria är en biart som beskrevs av Warncke 1968. Andrena sagittaria ingår i släktet sandbin, och familjen grävbin. Inga underarter finns listade i Catalogue of Life.